# Barbara (peintre)
Pour les articles homonymes, voir Barbara (homonymie).
Olga Biglieri Scurto, connue sous le pseudonyme de « Barbara » (Mortara, 15 mars 1915 - Rome, 10 janvier 2002), est une peintre italienne du futurisme. Elle est l'une des trois femmes membres du futurisme (avec Regina Cassolo Bracchi et Benedetta Cappa) et du mouvement de l'aéropeinture.

## Biographie
Olga Biglieri Scurto est née le 15 mars 1915 à Mortara en Lombardie et grandit près de Novare, où son père possède une ferme. Elle commence à peindre à l'âge de onze ans et a étudié pour devenir pilote aérienne en Italie.
Elle s'associe aux peintres futuristes et ses œuvres sont acclamées par Filippo Tommaso Marinetti, fondateur du mouvement futuriste, après que ce dernier découvre les peintures de Biglieri par hasard dans une vitrine.
Elle travaille sous le pseudonyme de « Barbara ». Comme les autres artistes du mouvement de l'aéropeinture, elle inclut des avions dans ses peintures ; c'est ainsi que son tableau Aeropittura di città (1939) est sélectionné pour la 22e Biennale de Venise. Le sujet principal de ce tableau est un avion, mais sa composition disparaît dans deux formes dimensionnelles.
Ses œuvres sont importantes car elles prouvent que cette peintre femme a pu trouver une place dans l'image futuriste homme/machine, pour créer une superdonna et une relation femme/machine.
Elle s'est mariée avec le peintre et poète Ignazio Scurto en 1939 et a pris en charge leurs enfants pendant la Deuxième Guerre mondiale. Son mari est mort en 1954. Après une longue période de pause, lors de laquelle elle s'est retirée au Val d'Ossola pour écrire de la littérature enfantine, Biglieri travaille comme journaliste de mode. Au début des années 1960, elle anime une émission radio populaire sur Rai Radio 1, Stella Polare, où elle donne des conseils de mode.
L'intérêt de Biglieri pour l'art est ranimé par sa rencontre avec l'artiste suédoise Gosta Liljestrom in 1964. En 1986, sa sculpture Peace Tree est installée de façon permanente dans les jardins du musée du mémorial de la Paix de Hiroshima.
En 1998, elle est le sujet d'une biographie écrite par Francesca Brezzi, Quando il futurismo è donna: Barbara dei colori.
Barbara meurt à Rome en 2002.

## Conservation et expositions
En 2009, l'un de ses tableaux a fait partie d'une exposition à New York.